# 양산시 갑
양산시 갑은 대한민국의 국회의원 선거구이다. 경상남도 양산시 일부를 관할한다. 현 지역구 국회의원은 국민의힘의 윤영석이다.

## 역사
제20대 국회의원 선거를 앞두고 양산시의 인구 증가로 인해 양산시 선거구가 갑, 을로 분구되면서 신설되었다. 신설 당시 양산시 물금읍, 원동면, 강서동, 중앙동, 삼성동, 상북면, 하북면을 관할했다.

## 관할 구역
| 대수  | 관할 구역                                                     |
| ----- | ------------------------------------------------------------- |
| 20대~ | 양산시 물금읍, 원동면, 상북면, 하북면, 중앙동, 삼성동, 강서동 |

## 역대 국회의원
| 선거   | 정당 | 정당       | 의원   |
| ------ | ---- | ---------- | ------ |
| 2016년 |      | 새누리당   | 윤영석 |
| 2020년 |      | 미래통합당 | 윤영석 |
| 2024년 |      | 국민의힘   | 윤영석 |

## 역대 선거 결과

### 대한민국 제20대 국회의원 선거
|  | 46.42% |

|  | 41.62% |

|  | 11.94% |

### 대한민국 제21대 국회의원 선거
|  | 56.99% |

|  | 42.03% |

|  | 0.96% |

### 대한민국 제22대 국회의원 선거
|  | 53.61% |

|  | 44.78% |

|  | 1.60% |